# Alupka
Alupka (in russo ed ucraino Алупка, in tataro di Crimea Alupka) è una città della Repubblica autonoma di Crimea ed una stazione balneare sul Mar Nero, integrata nella municipalità di Jalta. La sua popolazione, rilevata nel 2012, ammontava ad 8.497 abitanti.

## Geografia fisica

### Amministrazione
La cittadina d'Alupka fa parte del comune di Jalta

### Posizione
La cittadina di Alupka è situata sul litorale del Mar Nero, a 17 km ad ovest di Jalta.
I dintorni della cittadina possiedono molti alberghi dove soggiornano ogni anno numerosi turisti russi ed ucraini.

### Clima
Il clima d'Alupka è di tipo continentale umido (categoria Dfa della classificazione di Köppen).
Come su tutta la costa meridionale della Penisola di Crimea, gli inverni sono relativamente miti, con temperatura media di 3-4 °C a gennaio-febbraio e le estati sono calde con 24,6 °C mediamente a luglio-agosto.
La media delle precipitazioni si eleva a 400 mm per anno.
L'umidità media è di circa il 69% e la durata media dell'insolazione è di 2.150 ore all'anno.
La stagione balneare dura da marzo ad ottobre, con una temperatura media dell'acqua da 22 °C a 28 °C.

## Storia
Alupka fu anticamente una colonia greca. Il nome deriva dal greco antico Alepou, che sta per "volpe". Dopo la dominazione dei Greci, Alupka passò sotto il controllo dell'Impero bizantino.
La prima menzione storica scritta del villaggio, contenuta in un documento ufficiale, risale all'imperatore bizantino Romano II, alla data dell'anno 960 dopo Cristo, e più tardi, alcuni secoli dopo, Alupka venne presa dai Tatari della Crimea alla fine del XV secolo.
Dopo la campagna di Crimea, che si concluse con l'annessione all'Impero russo nel 1783, il borgo passò sotto l'autorità del principe Potemkin, governatore della Nuova Russia.
Nel 1798, la città aveva una popolazione di appena 211 abitanti, per lo più contadini, ma alla fine del XIX secolo ed all'inizio del XX secolo, Alupka era già una località balneare alla moda e ancora nella metà del XIX secolo, era persino più popolare di Jalta.
Alupka è celebre per il Palazzo Voroncov che venne costruito nel XIX secolo per il principe e generale russo Michail Semënovič Voroncov.

## Galleria d'immagini

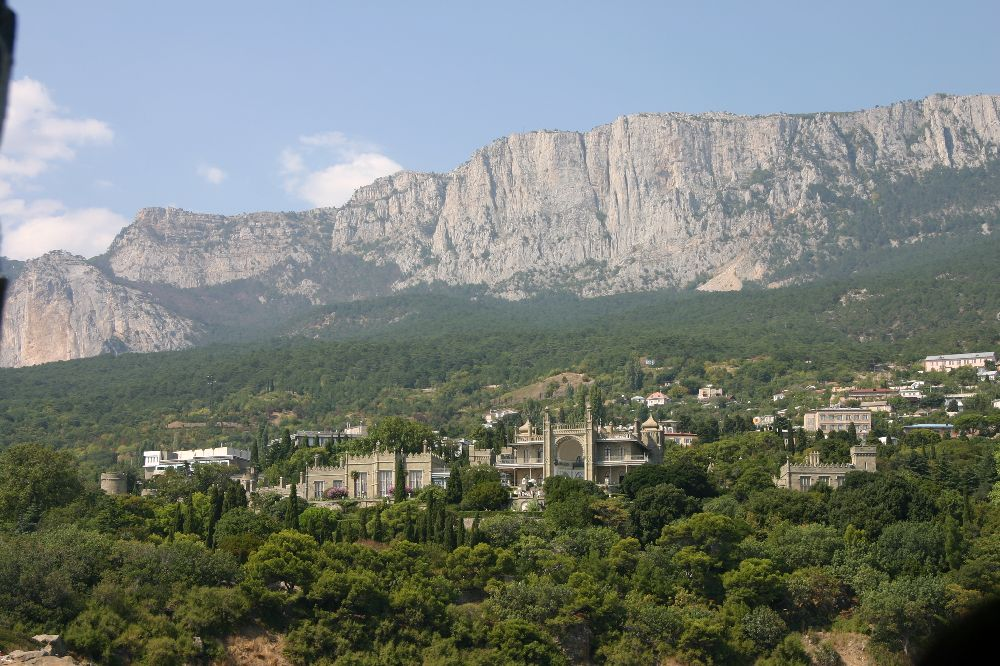
Palazzo Voronzov con i Monti di Crimea che dominano sullo sfondo, alle spalle della città d'Alupka.
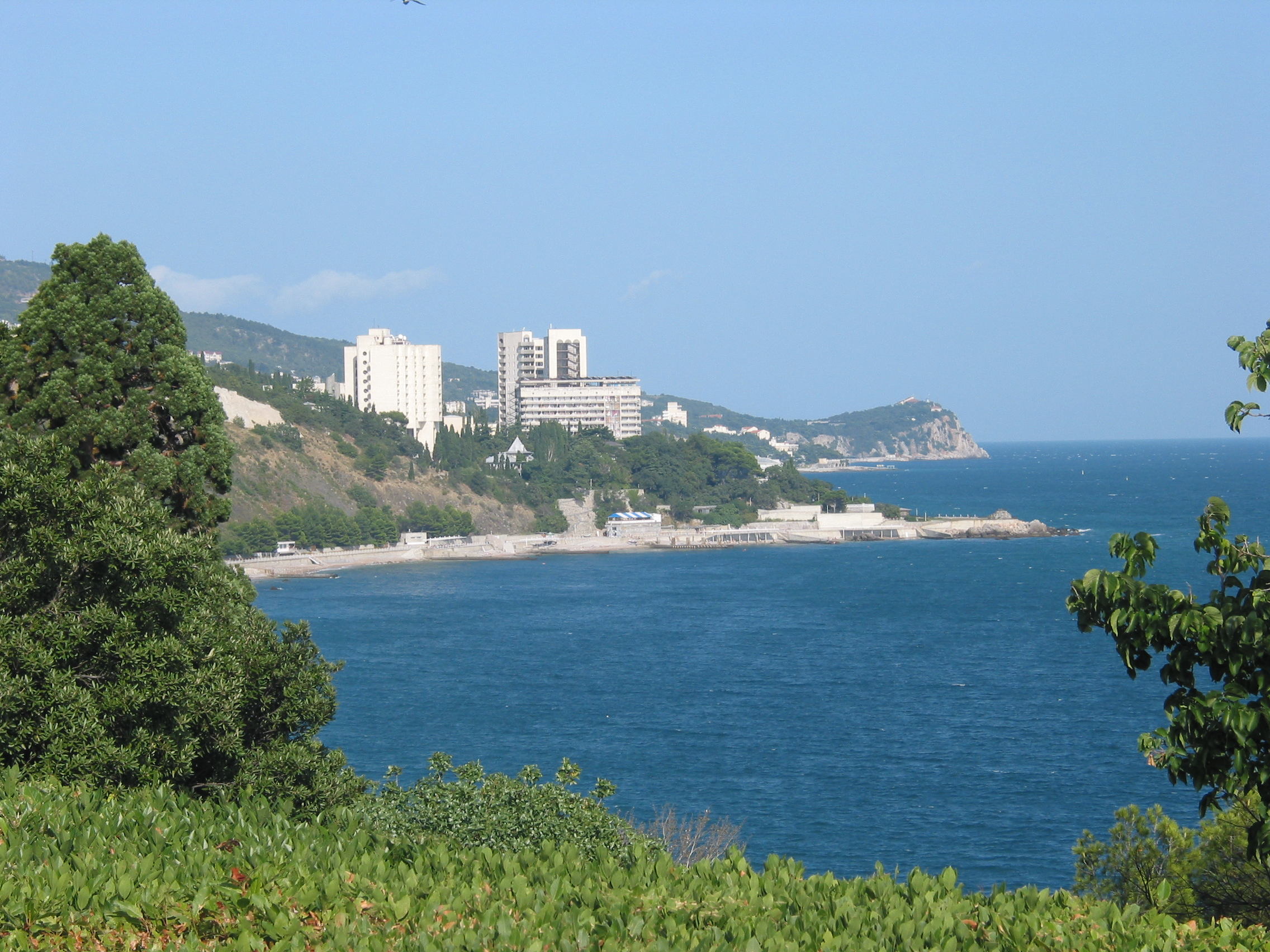
La costa del Mar Nero ad Alupka
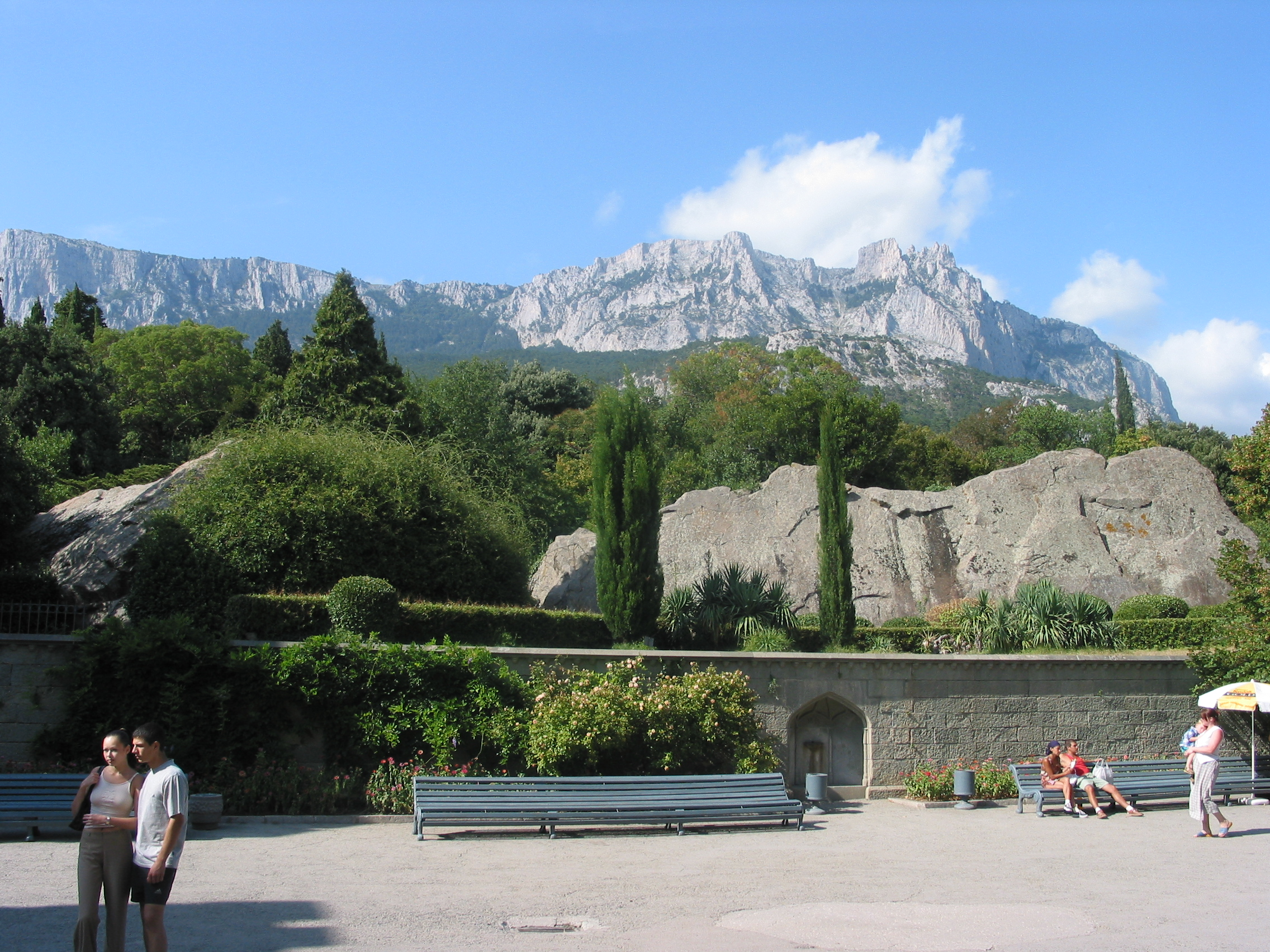
Monte Ai-Petri (Monte San Pietro)
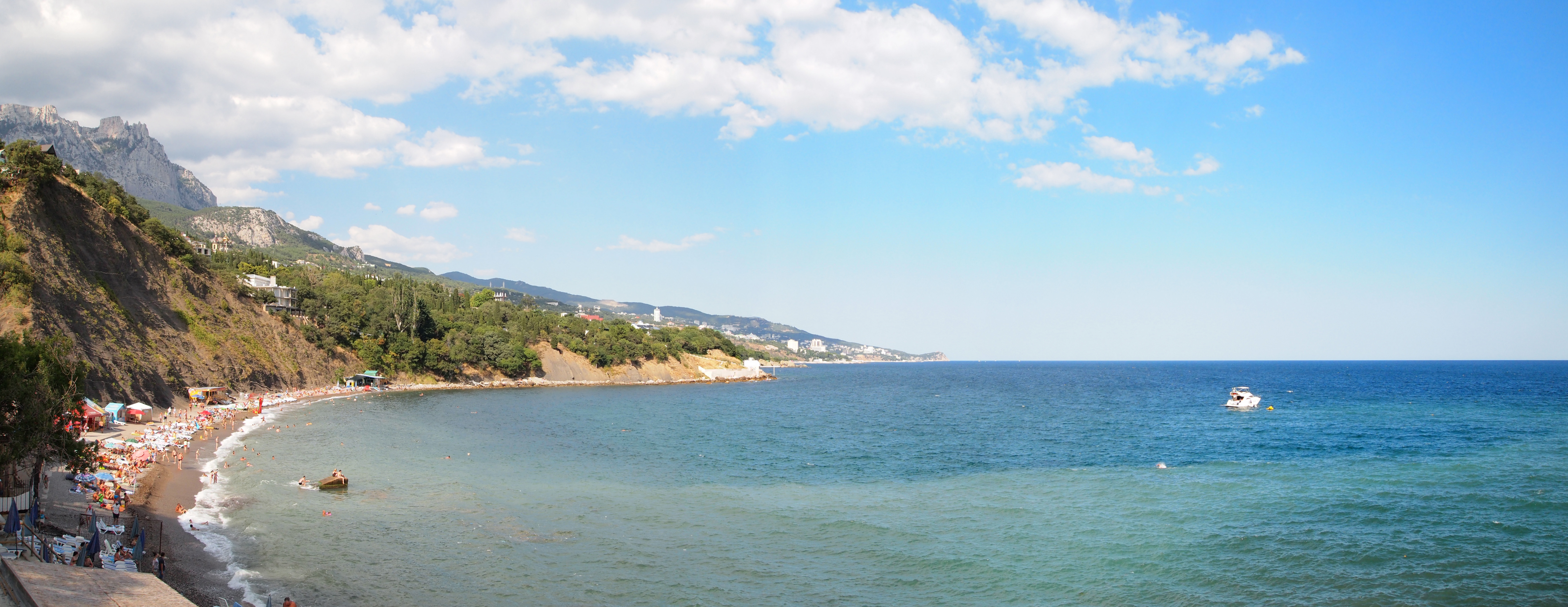
Immagine balneare della costa del Mar Nero, spiaggia vicina ad Alupka
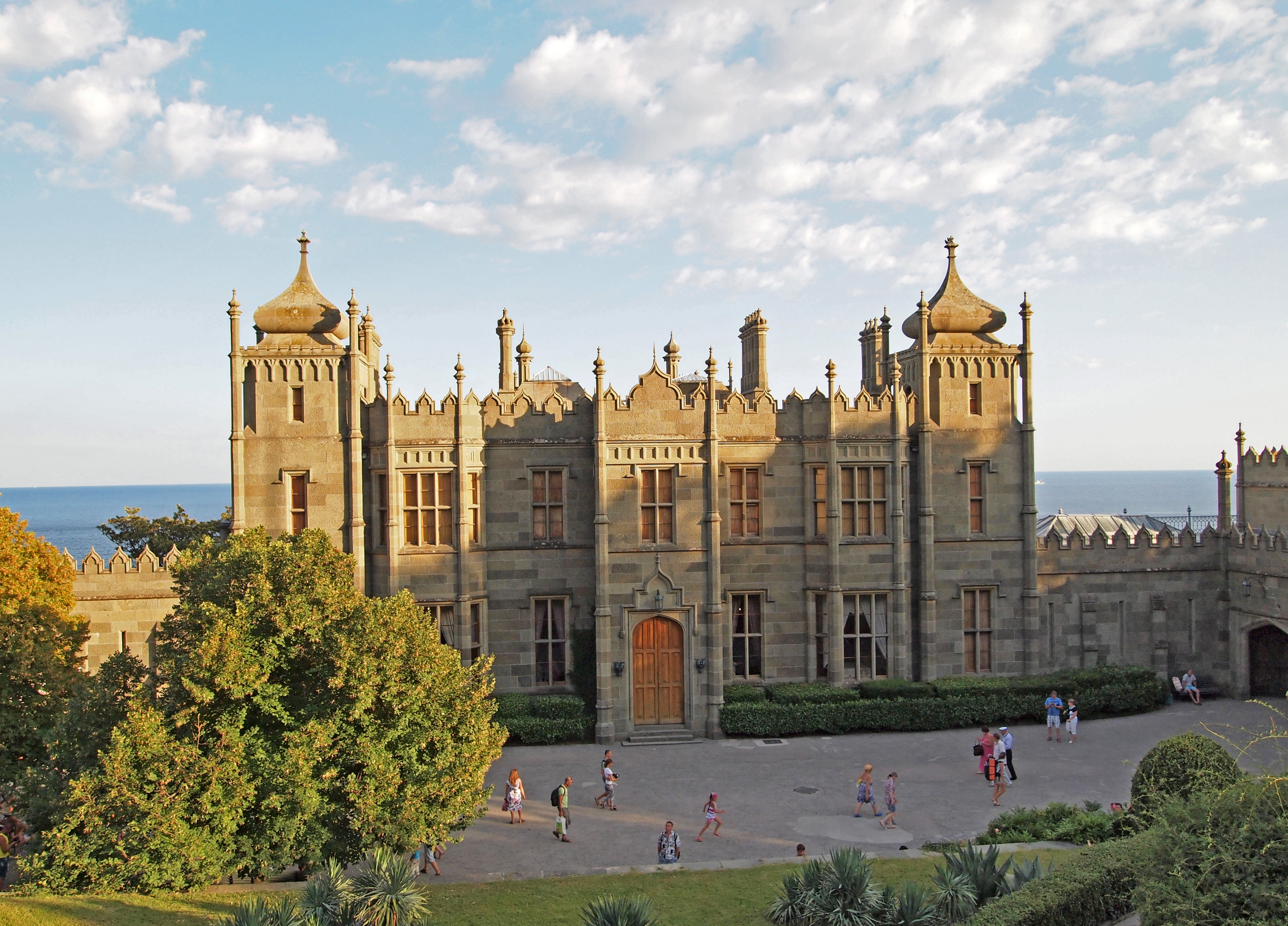
Castello Voronzov ad Alupka